# 노적사
노적사(露積寺)는 조선 숙종 38년(1712년) 때에 북한산성 축성 이후 산성의 수비를 위해 창건된 13개 사찰들 중 하나인 진국사이다. 

## 개요
진국사는 노적봉(露積峯) 아래에 85칸으로 승려 성능(聖能)이 창건하였다고 전해진다. 중성문 안에 있으며, 돌사자상이 유물로 전해지고 있다. 6.25전쟁 때 소실되었으나 1960년에 중건하면서 사찰의 이름을 노적사(露積寺)로 변경했다.

## 관련 문화재
- 고양 노적사 석사자상 - 고양시 향토유적 제63호